# Cicerina bicirrata
Cicerina bicirrata är en plattmaskart som beskrevs av Tor Karling 1989. Cicerina bicirrata ingår i släktet Cicerina och familjen Cicerinidae. Inga underarter finns listade i Catalogue of Life.